# Serra de Llavor Morta
La Serra de Llavor Morta és una serra situada entre els municipis d'Arsèguel i del Pont de Bar a la comarca de l'Alt Urgell, amb una elevació màxima de 1.383 metres.